# Herman Vuijsje
Herman Vuijsje (Amsterdam, 1946) is een Nederlands socioloog en schrijver. Hij schrijft over de naoorlogse cultuurverschuivingen in Nederland. Zijn bekendste werken zijn Pelgrim zonder God, Tot hier heeft de Heer ons geholpen en Correct.

## Levensloop
Vuijsje is in 1946 geboren tijdens de naoorlogse geboortegolf. Hij werkte in het begin van de jaren zeventig als redacteur sociale wetenschappen bij de Grote Spectrum Encyclopedie. Hij was actief in de linkse studentenbeweging, o.a. bij het Chili komitee Nederland. In 1974 haalde hij met lof het doctoraal examen sociologie aan de Universiteit van Amsterdam. Hij is medewerker geweest van het Sociografisch Instituut (1974-1975, UvA), redacteur van de Haagse Post (1975-1985), medewerker NRC Handelsblad (1985-heden). Sinds 1989 is hij freelance schrijver en tevens redacteur van beleidsteksten. Hij is de broer van Bert Vuijsje, oom van auteur Robert Vuijsje en vader van de dichteres Hagar Peeters.

## Werk
Vuijsje schrijft over de cultuurveranderingen in Nederland na de Tweede Wereldoorlog. Hij hanteert daarbij wisselende perspectieven: sociologisch, theologisch, historisch, biografisch. Veel onderwerpen die hij al in de jaren zeventig en tachtig van de 20e eeuw aansneed, lijken pas in de 21e eeuw brandend actueel te zijn geworden. In Nieuwe vrijgestelden en Lof der dwang uitte hij kritiek op het doorslaan van de cultuuromslag die begon in de jaren zestig. In 1986 schreef hij over etnisch verschil als Hollands taboe.
In 1991 publiceerde Vuijsje Pelgrim zonder God. Een voettocht van Santiago de Compostela naar Amsterdam. In dit boek beschrijft hij een omgekeerde pelgrimstocht die hij zelf had afgelegd.
In 1997 publiceerde hij Correct, weldenkend Nederland sinds de jaren zestig. In dit boek beschrijft hij de snelle, schoksgewijze wending die de publieke opinie in enkele jaren tijd doormaakte van conformistisch links naar conformistisch rechts, met de moord op Pim Fortuyn en Theo van Gogh als opvallendste schokken.
In 2007 verscheen Tot hier heeft de Heer ons geholpen. Over godsbeelden en goed gedrag. Hierin probeert Vuijsje als ongodsdienstig persoon met belangstelling voor godsdienst en theologie te beschrijven wat er met Nederland en de Nederlanders is gebeurd op het gebied van kerk en moraal. Hij constateert dat het verschil in opvatting en levenshouding tussen kerkleden, ietsisten en niet-gelovigen gaandeweg vervaagt. Een nieuwe gedeelde moraal en een nieuwe maatschappelijke samenhang kunnen, volgens hem, met hulp van waardevolle elementen uit de christelijke erfenis en de verlichtingstradities ontstaan.
Samen met John Jansen van Galen schreef hij een biografie van Willem Drees. Samen met Jos van der Lans schreef hij enkele boeken, waaronder: Lage landen hoge sprongen, Nederland in verandering 1898-1998 en Typisch Nederlands. Vademecum van de Nederlandse identiteit.
Vuijsje is de auteur van (of heeft meegewerkt aan) een groot aantal andere studies en beleidsteksten. Hij populariseerde het door Hans Daalder bedachte begrip nieuwe vrijgestelden, voor die wetenschappers, ambtenaren en welzijnswerkers die zich beroepsmatig bezighouden met het verminderen van sociale ongelijkheid.